# Laguna Arkhata
La laguna Arkhata es una laguna de origen glaciar de Bolivia, en las tierras altas del país. Administrativamente está ubicada en el municipio de Irupana de la provincia de Sud Yungas en el departamento de La Paz. La laguna Arkhata se encuentra 4.906 metros sobre el nivel del mar, y está en la parte sur del Cerro Mururata. Tiene una superficie de 0,74 km², un largo de 1,73 km y un ancho de 0,65 km.